# 魚田勝臣
魚田 勝臣（うおた かつおみ、1938年 - ）は、日本の計算機科学の研究者、専攻は情報システム、情報システム教育およびソフトウェア工学、専修大学名誉教授。一般社団法人情報システム学会事務局長。

## 経歴
- 1938年 石川県鳳至郡(現、石川県鳳珠郡）穴水町 大阪府布施市（現東大阪市）で生育。
- 1957年 大阪府立布施工業高等学校卒業。
  - 三菱電機（株）入社。
- 1962年 大阪府立大学工業短期大学部卒業。
  - 三菱電機の中央研究所、計算機製作所およびシステム製作所においてメインフレームコンピュータおよびオフィスコンピュータの基本ソフトウエアや応用ソフトウエアの研究開発に従事。
- 国産初のメインフレームコンピュータ用COBOLコンパイラを開発製品化。
- 1970年 NHK教育テレビ(現Eテレ) コンピュータ講座“コボル入門”講師。
- 1971年より2002年まで慶應義塾大学情報科学研究所および情報処理教育室兼任講師。
- オフィスコンピュータ担当時代 オペレーティングシステム（ＤＰＳ）や事務処理汎用言語プログレス(愛称ピーツー：ＰⅡ），統合開発環境プロデュースなどソフトウエアを開発。ソフトウエア面で三菱オフコンの全盛時代を築く。
- 1985年 慶應義塾大学工学博士。
  - 学位請求論文：“オフィス情報システムの構築法に関する研究”。
- 1989年 三菱電機から転籍。専修大学教授就任。
- 学部長補佐、就職指導委員会委員長、自己点検・評価委員会委員。
- 学校法人専修大学評議員、情報科学研究所 所長などを歴任。
- 放送大学および東京農工大学工学部兼任講師。
- 1994年 アメリカミズーリ州セントルイス ワシントン大学 客員研究教授。
- 2002年 経営学部長。学校法人専修大学理事・評議員。
- 2009年 定年により専修大学教授退任。
- 2009年 専修大学より名誉教授の称号授与。

## 学会・協会等活動
- 情報処理学会 論文査読委員、情報処理学会機関誌編集委員会委員、情報処理学会機関誌編集委員会ソフトウエア作業班幹事、同編集委員会ソフトウエア作業班 主査、情報処理学会情報システムと社会環境研究会幹事
- 私立大学情報教育協会 大会運営委員
- 2005年 情報システム学会の設立に参加 理事就任。

## 主要著書
- 魚田勝臣編著,渥美幸雄,植竹朋文,大曽根匡,森本祥一,綿貫理明,“コンピュータ概論－情報システム入門 第7版”,共立出版,2017.
- 魚田勝臣編著,渥美幸雄,植竹朋文,大曽根匡,関根純,永田奈央美,森本祥一,“グループワークによる情報リテラシ 情報の収集・分析から論理的思考,課題解決,情報の表現まで”,共立出版,2015.
- 大曽根匡編著,渥美幸雄,植竹朋文,魚田勝臣,森本祥一,“コンピュータリテラシ 情報処理入門 第2版”,共立出版,2011.
- 魚田勝臣編著,大曽根匡,荻原幸子,松永賢次,宮西洋太郎,“ＩＴテキスト基礎情報リテラシ”,共立出版,2000.
- 石原秀男,魚田勝臣,大曽根匡,斎藤雄志,出口博章,綿貫理明,“コンピュータ概論－情報システム入門”,共立出版,1998.
- 魚田勝臣,富沢研三,“オフィスコンピュータ入門”,オーム社,1982.
- 魚田勝臣,大駒誠一,徳永英二,西村真一郎,渡辺昭雄,“NHKコンピュータ講座 コボル入門”,日本放送協会,1970.
- 関根智明監訳,西村恕彦,魚田勝臣,丸山武,吉村鉄太郎,大駒誠一訳,“COBOL1965年版”,情報処理学会,1968.

## 主要論文
- 魚田勝臣,“越中・富山における廻壇配札・配置売薬活動の人間中心情報システムとしての考察”,情報システム学会誌,Vol.12,No.2,pp.17-33,2017.
- 魚田勝臣,“情報リテラシ教育の一手法”,専修大学情報科学研究所所報,No.89 pp.3-5,専修大学経営学会,2017.
- 魚田勝臣,“豊かな情報社会に向けての情報リテラシの課題”,専修大学情報科学研究所所報No.89 pp.31-32,専修大学経営学会,2017.
- 大曽根匡,魚田勝臣,“PDCA サイクルによる情報基礎教育の実践”,専修経営学論集, pp.1-14, 2015.
- 魚田勝臣,大曽根匡,綿貫理明,渥美幸雄,植竹朋文,森本祥一,“情報基礎教育のための教科書・教授教材の開発と展開～コンピュータ概論－情報システム入門を中心として”,専修経営学論集,No.95 pp.1-15,専修大学経営学会,2012.
- 梶尾義規,魚田勝臣,永田守男,“レガシープログラム変換法の実務プログラムへの適用, 情報処理学会研究報告ソフトウエア工学（SE） 2003(22(2002-SE-140)), pp.47-54, 2003.
- 梶尾義規,魚田勝臣,永田守男,“一括処理のレガシープログラムからオブジェクト指向プログラムへの変換法”, 電子情報通信学会技術研究報告.KBSE,知能ソフトウエア工学 102(503) , pp.13-18, 2002.
- 石鍋由記子,梶尾義規,魚田勝臣,“業種別パッケージ調査におけるグラウンデッド・セオリの応用”, 情報処理学会研究報告情報システムと社会環境（IS）1999(27(1998-IS-070)), pp.9-14, 1999.
- 魚田勝臣,“情報リテラシにおける導入教育の展開 (情報リテラシ教育特集)”,情報科学研究 (20), pp. 9-16, 1999.
- 魚田勝臣,“書評：情報システム学へのいざない［人間活動と情報技術の調和を求めて］／浦 昭二・細野公男・神沼靖子・宮川裕之（共編著），培風館”,情報処理 39(10), pp.1043-1044, 1998.
- 中森真理雄,魚田勝臣,芳賀正憲,橋山真人,松平和也,市川照久,“SEは何を学ぶべきか，何を学ぶべきでないか”,情報処理 37(11), pp.1036-1043, 1996.
- 魚田勝臣,“ソフトウエアリユ-スモデルと開発環境”,専修経営学論集 (57), pp.59-88,1993.
- 魚田勝臣,永田守男,大駒誠一,浦 昭二,“モデルの適応によるオフィス情報システムの構築”, 情報処理学会論文誌 25(6), pp.909-919, 1984.
- 魚田勝臣,“オフィス情報システムのグラフ記述の一方式”,情報処理学会論文誌 25(2), pp.235-242, 1984.
- 魚田勝臣,小碇暉雄,“事務用簡易言語の動向”,情報処理 24(11), pp.1316-1326, 1983.
- 魚田勝臣,“プログラミング言語の最新の動向：23. 事務処理用簡易言語”,情報処理 22(6), pp.545-549, 1981.
- 魚田勝臣,溝口徹夫,小碇暉雄,富沢研三,“インライン処理指向のプログラミング言語”,情報処理学会論文誌 21(6), pp. 433-441, 1980.
- 魚田勝臣,小碇暉雄,山崎洋美,溝口徹夫,“DMS - 3；オフィスコンピュータMELC0M 80シリーズ用データベース管理システムの開発”,情報処理学会論文誌 21(5), pp. 383-390, 1980.
- 魚田勝臣 [他],“MELCOM80シリーズ モデル31小形電子計算機システム (電子計算機特集)”, 三菱電機技報 49(5), pp.378-383, 1975.

## 特許
- 特開2004-118374 平成16年4月15日
  - 発明の名称「変換装置及び変換方法及び変換プログラム及び変換プログラムを記録したコンピュータ読み取り可能な記録媒体」
    - 特許権者 永田守男 魚田勝臣 梶尾義規
    - 発明者 永田守男 魚田勝臣 梶尾義規
    - 公開日 2004.4.15
- 特許第3686603号 平成17年6月10日付
  - 発明の名称 「情報提供システム、情報提供方法、利用者コンピュータ、ホストコンピュータ及びプログラム」
    - 特許権者 魚田 勝臣 魚田 秀毅
    - 発明者 魚田 勝臣 魚田 秀毅
- 特許第3692102号 平成17年6月24日付
  - 発明の名称 「活動支援システム及び活動支援装置及び活動支援方法及び活動支援プログラム」
    - 特許権者 魚田 勝臣 魚田 秀毅
    - 発明者 魚田 勝臣 魚田 秀毅
- 特許第3868326号 平成18年10月20日付
  - 発明の名称 「睡眠導入装置及び心理生理効果授与装置」
    - 特許権者 魚田 勝臣 魚田 秀毅
    - 発明者 魚田 勝臣 魚田 秀毅

## 受賞
- 情報システム学会 功績賞 2015(平成27)年11月22日
- 第1回 浦昭二記念 実践賞 2016(平成28)年11月12日 情報システム学会
  - 「コンピュータ概論――情報システム入門（第6版）の出版と継続的な情報リテラシ教育の実践」
  - 魚田勝臣（代表：専修大学名誉教授）、渥美幸雄（専修大学）、植竹朋文（専修大学）、大曽根匡（専修大学）、森本祥一（専修大学）、綿貫理明（専修大学）、石井徹也（共立出版）